# Mursyid Effendi
Mursyid Effendi (sinh ngày 23 tháng 4 năm 1972) là một cựu cầu thủ bóng đá người Indonesia từng thi đấu ở vị trí hậu vệ.

## Sự nghiêp
Effendi từng thi đấu cho các câu lạc bộ Persebaya Surabaya và Persiku Kudus.
Ông cũng có 5 lần khoác áo cho đội tuyển quốc gia Indonesia.

### Phản lưới
Vào ngày 31 tháng 8 năm 1998, khi đang thi đấu cho Indonesia trong một trận đấu tại Tiger Cup trước Thái Lan, Effendi cố ý ghi bàn phản lưới nhà để làm thay đổi kết quả của trận đấu; ông bị FIFA cấm thi đấu bóng đá quốc tế vĩnh viễn.